# Aomori Television

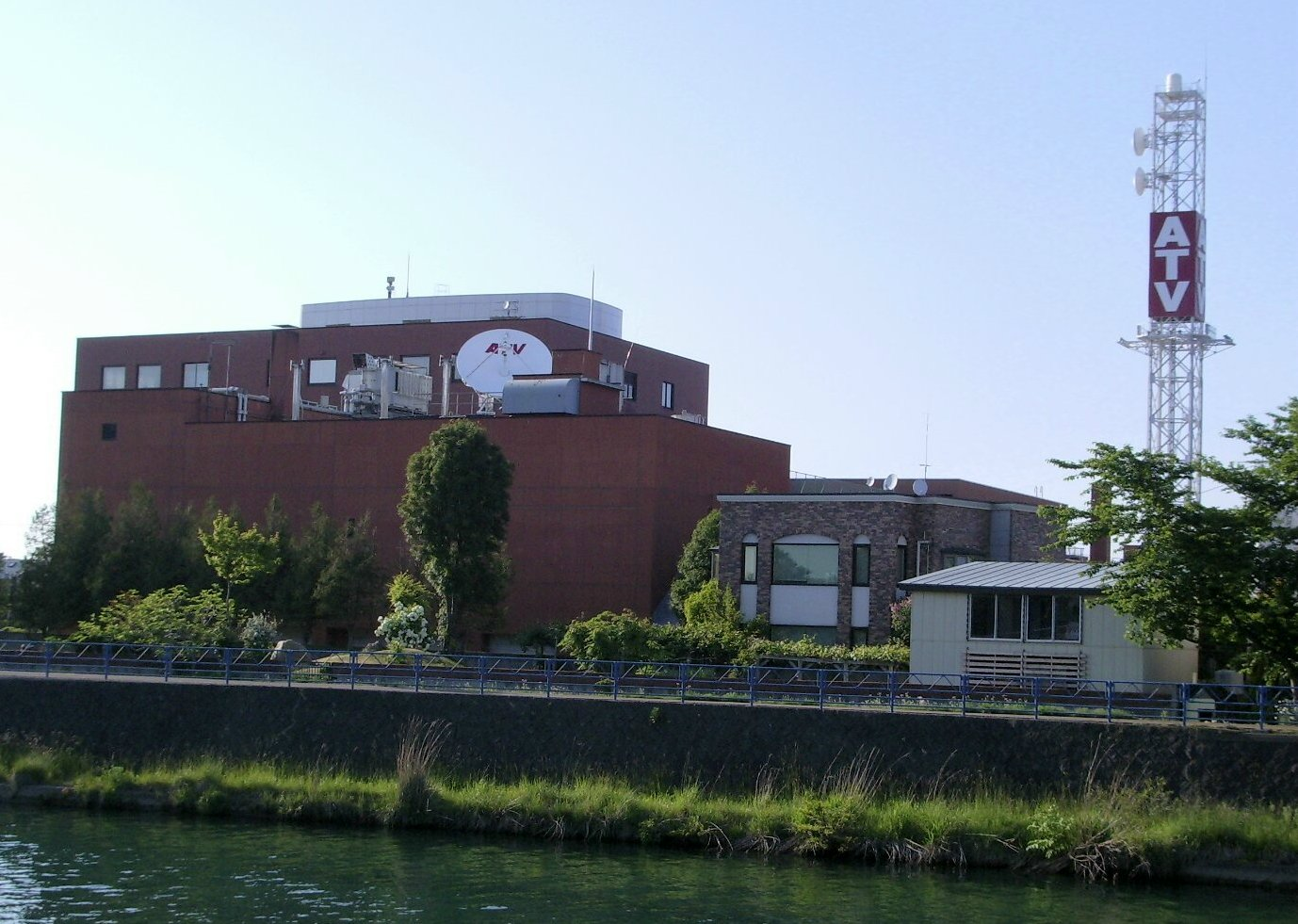
Aomori Television

Aomori Television Broadcasting Co., Ltd. (株式会社青森テレビ?, Kabushiki-gaisha Aomori Terebi), conosciuta anche come ATV, è un'emittente televisiva giapponese affiliata con il JNN (Japan News Network). La sede dell'azienda si trova nella prefettura di Aomori.